# Nizwa
Nizwa (Arabisch: نزوى; DIN: Nizwā) is een stad in Oman en vormt de hoofdplaats en grootste stad van de regio Ad Dachiliyah. De stad ligt op ongeveer 140 kilometer (1,5 uur) van Muscat. Nizwa telde, inclusief Burkat Al Mooz en Jabal Achdar 68.785 inwoners bij de volkstelling van 2003. Het is de oude hoofdstad van de regio Oman al-Wusta, de centrale kernregio van Oman.
Nizwa is een van de oudste steden van Oman en vormde eens een centrum voor handel, religie, onderwijs en kunst. Haar Jama (grote moskee) was vroeger een centrum voor de islamitische leer. Nizwa verkreeg deze positie door haar strategische locatie bij een aantal dadelpalmen aan de voet van het westelijke Hadjargebergte (met het hoogste bergmassief van Oman - de Jabal al-Achdar), op het kruispunt van een aantal wegen tussen het binnenland en de kuststeden Muscat en Dhofar: via Nizwa kon een groot deel van het land worden bereikt. Nu vormt Nizwa een historisch stadje gericht op de dadelteelt en doet het verder dienst als marktstad.

## Etymologie
De oorsprong van de naam is onbekend. Volgens sommige historici zou de naam zijn afgeleid van het Arabische werkwoord انزوا ("alleen zijn"). Volgens anderen zou de stad zijn vernoemd naar een oude waterbron.

## Geschiedenis
Nizwa is altijd een politiek en religieus centrum geweest. In 751 werd hier de eerste imam van de ibadieten verkozen. Nizwa vormde de hoofdstad van Oman in de 6e en 7e eeuw AH (ca. 1100 tot 1200 AD), waarna het werd vervangen door Bahla. Onder de Yaruba-dynastie vormde het tijdens de 17e eeuw wederom tijdelijk de hoofdstad van het land.
Door haar nauwe verbintenis met de islam telt de stad een groot aantal moskeeën zoals de Sultan Qaboes Jama (vrijdagmoskee), de So'almoskee (2e eeuw AH (9e eeuw), de Asj-Sjawathinahmoskee in Uqr en de Asj-Sjarjamoskee. Andere moskeeën zijn Al-Ain, Asj-Sjeikh en Sjuraij in Tanuf (gebouwd in 377 AH; rond 1000 AD). Rond 1600 werd een groot fort bij de stad gebouwd.
In 1957 werd de grote ronde toren van het oude fort gebombardeerd en bestookt met raketten door de Britse Royal Air Force, die de toen aan de macht gekomen sultan Said ibn Taimur ondersteunden in het neerslaan van een opstand door de leider van het Imamaat Oman. Dit conflict ontstond rond een strijd om de macht over net ontdekte aardolie.
Onder sultan Qaboes bin Said Al Said werd de stad vanaf 1970 gemoderniseerd. De stad kreeg een verbinding naar Muscat door middel van een tweebaans-autoweg, waardoor het toerisme naar de stad ook toenam. Sindsdien zijn ook de communicatieverbindingen verbeterd en kreeg de stad een eigen ziekenhuis. Er bevindt zich ook een aantal instellingen voor hoger onderwijs en de politieacademie van de Koninklijke Omaanse Politie.

## Geografie en klimaat
Nizwa wordt van alle zijden omringd door bergen. De winters duren er van november tot maart en zijn zacht met een minimumtemperatuur van 10 °C in december. In de zomer is het klimaat heet en droog en kunnen de temperaturen oplopen tot 50 °C in juli. Er valt erg weinig neerslag, die geconcentreerd is in de winter, wanneer lagedrukgebieden zorgen voor regen.
| Maand                                             | jan | feb | mrt | apr | mei | jun | jul | aug | sep | okt | nov | dec | Jaar |
| ------------------------------------------------- | --- | --- | --- | --- | --- | --- | --- | --- | --- | --- | --- | --- | ---- |
| Gemiddeld maximum (°C)                            | 25  | 29  | 33  | 36  | 40  | 43  | 47  | 43  | 40  | 35  | 27  | 23  | 35,1 |
| Gemiddeld minimum (°C)                            | 13  | 14  | 17  | 20  | 26  | 27  | 30  | 27  | 24  | 23  | 18  | 17  | 21,4 |
|                                                   |     |     |     |     |     |     |     |     |     |     |     |     |      |
| Neerslag (mm)                                     | 23  | 18  | 13  | 8   | 3   | 1   | 1   | 1   | 1   | 3   | 8   | 15  | 95   |
| Bron: "Weather Underground and Weather Reports" 2 |     |     |     |     |     |     |     |     |     |     |     |     |      |

## Bezienswaardigheden

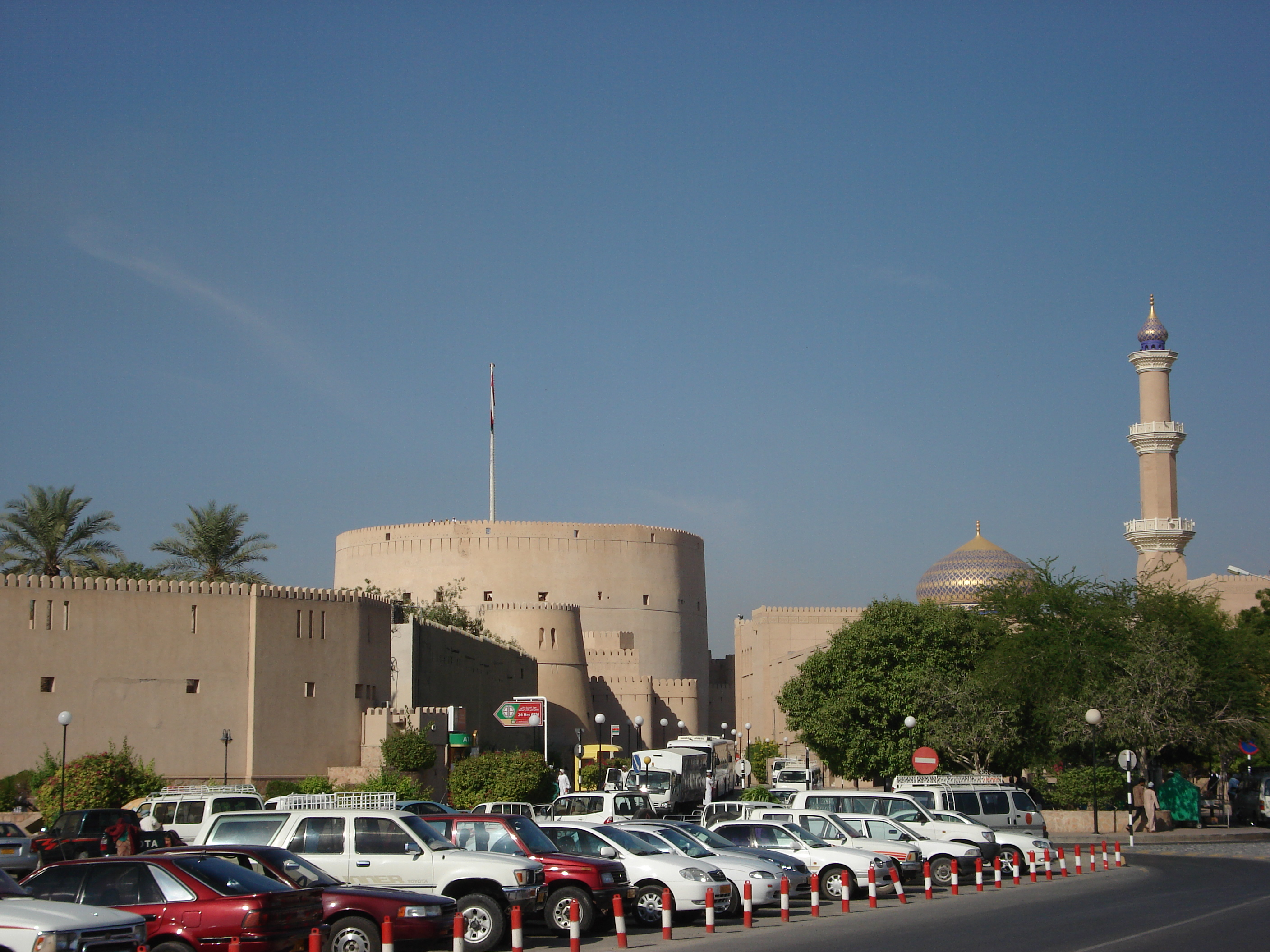
Fort van Nizwa

De belangrijkste toeristische attracties vormen het fort van Nizwa, de traditionele soek en Falaj Daris (ondergronds waterkanaal). In de jaren 1990 werden de Jama, het fort en de soek, die zich naast elkaar bevinden in het centrum van de stad, gerenoveerd met traditioneel materiaal.

### Fort van Nizwa
Het fort van Nizwa werd gebouwd in de jaren 1650 onder leiding van de tweede Yaruba-imam; imam sultan ibn Saif Al Yarubi. Het vormde vroeger de bestuurszetel van de imams en wāli's. Het grootste deel van het fort werd opgebouwd over een periode van 12 jaar boven een ondergrondse waterstroom. Het fort vormt een belangrijke herinnering aan turbulente perioden in de geschiedenis van Oman en vormde een machtig bolwerk tegen verwoestende benden die aasden op de positie van de stad. Bij het fort behoort een grote ronde toren van 40 meter doorsnee en 20 meter hoog. Na een restauratie werd het fort in 2007 opnieuw geopend. De vroegere gevangenissen en voorraadruimten zijn nu in gebruik als museum. Het geeft een beeld van het leven in en om het fort door de eeuwen heen. Er zijn etnische voorwerpen tentoongesteld en er is veel foto- en filmmateriaal. Het fort van Nizwa is het meest bezochte nationale monument van Oman.

### Falaj Daris
De ruim 500 jaar oude Falaj Daris is de grootste falaj van Oman en vormt de levensbron van de stad en een bron van water voor de irrigatie van de plantages in de omliggende landstreek. De falaj bevindt zich op de UNESCO-werelderfgoedlijst. Twee andere belangrijke falajs zijn Al Ghantuq en Dhoot. De palmplantages van de stad strekken zich uit over 8 kilometer langs de loop van de wadi's Kalbouh en Al Abiadh. Er wordt ook palmsuiker verwerkt en huiden gelooid.

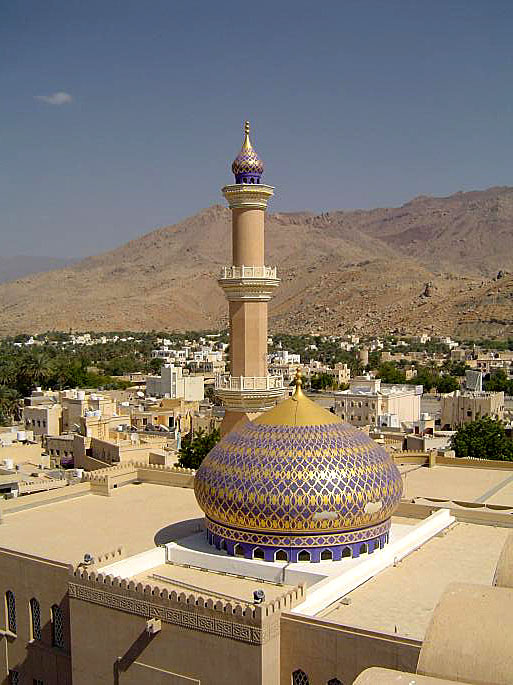
Gezicht op de Sultan Qaboes Jama-moskee
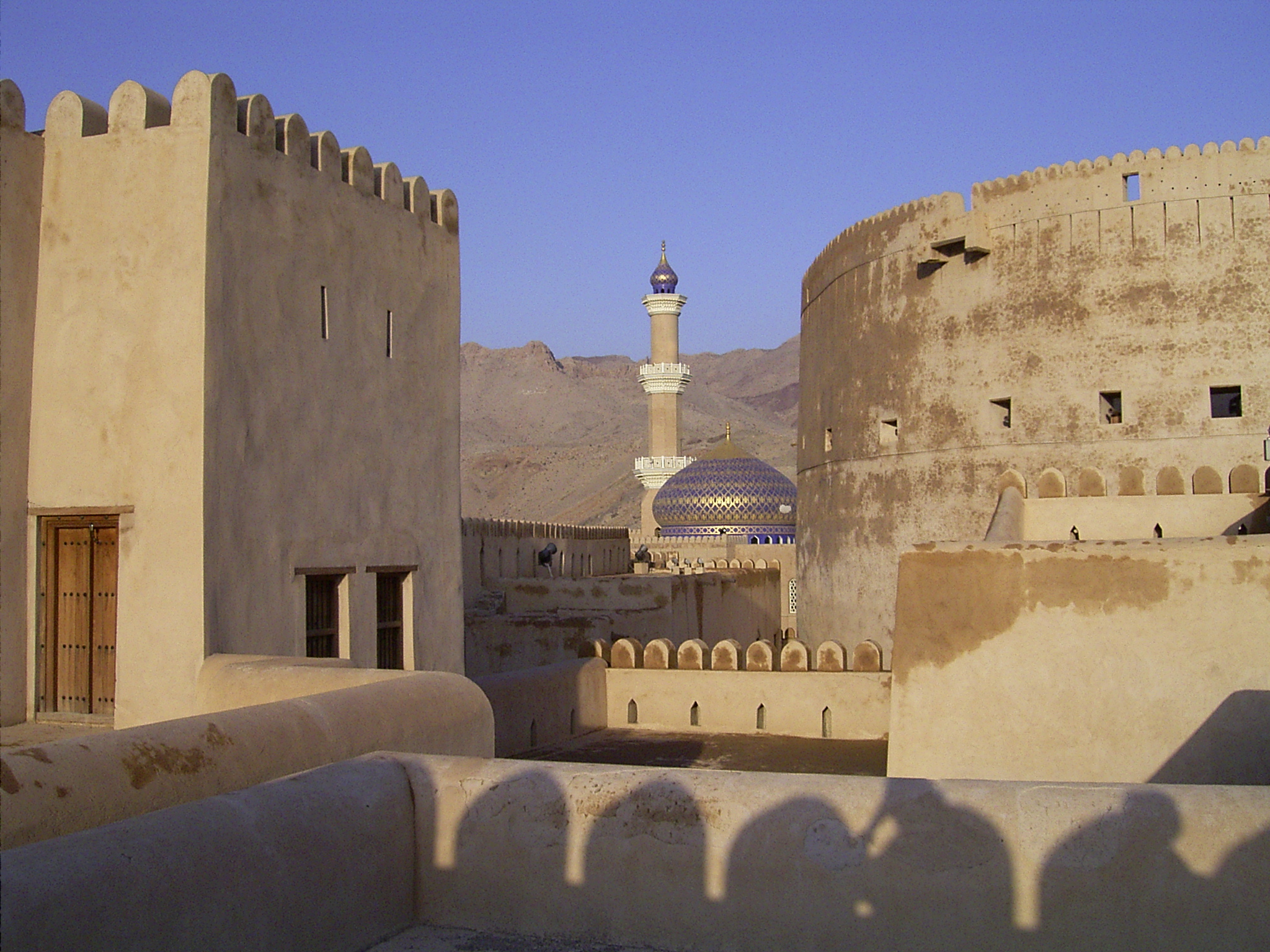
Gezicht op het fort en de moskee